# Witvlekkruidenmot
De witvlekkruidenmot (Udea olivalis) is een vlinder uit de familie van de grasmotten (Crambidae), uit de onderfamilie van de Spilomelinae. De wetenschappelijke naam van deze soort is voor het eerst voorgesteld als Pyralis olivalis door Michael Denis en Ignaz Schiffermüller in een publicatie uit 1775. 

## Kenmerken
De spanwijdte van de vlinder bedraagt tussen de 24 en 28 millimeter. Door de opvallende witte vlek op de voorvleugel is deze vlinder vrij eenvoudig te herkennen.

## Verspreiding
De soort komt in vrijwel geheel Europa voor met uitzondering van IJsland, het Iberisch schiereiland en de eilanden in de Middellandse Zee. Buiten Europa komt de soort voor in Turkije, Georgië, Armenië en Azerbeidzjan.
- Kaarten met waarnemingen:

- België
- Nederland
- wereldwijd

### Voorkomen in Nederland en België
De witvlekkruidenmot is in Nederland een vrij gewone en in België en niet zo gewone soort. De vliegtijd is van mei tot en met augustus.

## Waardplanten
De waardplanten van de witvlekkruidenmot zijn diverse kruidachtige planten, met name klimop, koekoeksbloem, brandnetel, gewone smeerwortel en lipbloemigen.